# Cronicó de Sant Feliu de Guíxols
El Cronicó de Sant Feliu de Guíxols és un cronicó de la sèrie de Cronicons Barcinonenses, escrits en la seva majoria en llatí, i que començaren a ser redactats entre el 1149 i el 1153 a l'empara de les gestes militars de Ramon Berenguer IV de Barcelona, Príncep d'Aragó i Comte de Barcelona. Aquest conté notícies des del 980 fins al 1312; és molt breu i probablement és un extracte d'algun dels cronicons barcinonesins; fou redactat vers la fi del segle xiv.